# 赖萨克 (阿列日省)
赖萨克（法語：Raissac，法語發音：[ʁɛsak]）是法国阿列日省的一个市镇，属于富瓦区。

## 地理
赖萨克（42°56'30"N, 1°48'46"E）面积3.84 平方千米，位于法国奧克西塔尼大區阿列日省，该省份为法国西南部内陆省份，西部和北部与上加龙省接壤，东临奥德省，东南至东比利牛斯省接壤，南与安道尔和西班牙接壤。
与赖萨克接壤的市镇（或旧市镇、城区）包括：伊亚、拉沃拉内、佩雷耶、索泰勒。

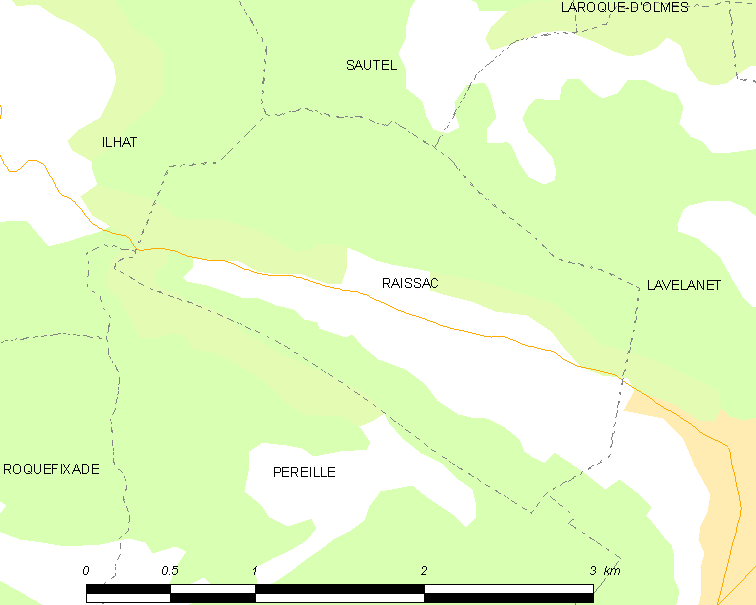
的OSM定位图

赖萨克的时区为UTC+01:00、UTC+02:00（夏令时）。

## 行政
赖萨克的邮政编码为09300，INSEE市镇编码为09242。

## 政治
赖萨克所属的省级选区为奥尔姆地区县。

## 人口

1962-2008年间人口变化图示

赖萨克于2022年1月1日时的人口数量为49人。